# Perez-Troika
Perez – Troika es el  álbum debut del grupo de rock y ska argentino La Sonora de Bruno Alberto, editado en el año 1988. Con este estilo de cuarteto - rock; la banda marcaría una nueva tendencia con ritmos latinos y letras picarescas o subidas de tono, tendencia que comenzó a partir del éxito de "Inmaculada", la canción del grupo español Pabellón Psiquiátrico, difundida en Radio Bangkok, programa de la FM Rock & Pop que, en esos años, era la estación de radio más escuchada de Argentina. Pese al éxito inicial, este álbum fue censurado por el COMFER debido a las letras de doble sentido y explícitas.

## Historia
El título del mismo refiere en broma a la famosa reforma económica interna de la hoy desaparecida Unión Soviética: la Perestroika; creada por su presidente Mijaíl Gorbachov en ese mismo año. Este disco fue un suceso y a la vez causó controversia en sus canciones, reflejadas por el doble sentido explícito en ellas como «Tú tienes que entregármelo» o «Yo llevo la pala». Del álbum sobresale una de las canciones más famosas de la banda: «Tirá la goma». Esta canción marcaría el nacimiento del concepto simbólico que actualmente en la Argentina se emplea al hacer referencia en doble sentido al acto de felación.

## Lista de canciones
| N.º   | Título                            | Escritor(es)                                     | Duración |  |
| 1.    | «Tú tienes que entregármelo»      | Daniel Wirzt, Arnaldo C. Silva, Juan C. Lovaglio | 02:51    |  |
| 2.    | «Una noche con la nave»           | Daniel Wirzt, Arnaldo C. Silva                   | 03:14    |  |
| 3.    | «No te voy a decir nada»          | Daniel Wirzt, Arnaldo C. Silva                   | 02:18    |  |
| 4.    | «No es lo mismo sin tu amor»      | Daniel Wirzt, Arnaldo C. Silva                   | 03:30    |  |
| 5.    | «Subite a mi sidecar»             | Daniel Wirzt, Arnaldo C. Silva, Juan C. Lovaglio | 02:28    |  |
| 6.    | «Yo tengo que decírtelo»          | Daniel Wirzt, Arnaldo C. Silva                   | 02:18    |  |
| 7.    | «La Perez-Troika»                 | Daniel Wirzt, Arnaldo C. Silva                   | 03:00    |  |
| 8.    | «Yo llevo la pala»                | Daniel Wirzt, Arnaldo C. Silva                   | 03:52    |  |
| 9.    | «Ya no quiero saber nada»         | Daniel Wirzt, Arnaldo C. Silva, Juan C. Lovaglio | 02:38    |  |
| 10.   | «El play boy de la grasada total» | Daniel Wirzt                                     | 03:38    |  |
| 11.   | «Tirá la goma»                    | Daniel Wirzt, Arnaldo C. Silva                   | 03:37    |  |
| 19:06 |                                   |                                                  |          |  |

## Personal
- Daniel Wirzt: Voz y Timbales
- César Silva: Guitarra
- Claudio Cicerchia: Bajo
- Diego Di Pietri: Teclados
- Juan Lovaglio: Saxofón